# Yim Soon-rye
Yim Soon-rye (임순례 nascuda l'1 de gener de 1961) és una directora de cinema i guionista de Corea del Sud. Es considera una de les poques autors dones principals del cinema de la Nova Onada coreana.

## Carrera
Nascut el 1961 a Incheon, Yim Soon-rye es va graduar a la Universitat d'Onyang el 1985 amb un B.A. en Literatura Anglesa i un M.A. en Teatre i Cinema. Va rebre el seu màster en Estudis Cinematogràfics a la Universitat Paris 8 el 1992 amb una tesi titulada "Estudi sobre Kenji Mizoguchi".
Quan va tornar a Corea el 1993, va treballar com a ajudant de direcció a Saesang bakkeuro de Yeo Kyun-dong. El 1994, va dirigir el seu primer curtmetratge Promenade in the Rain, que va guanyar el Gran Premi i el Premi de la Premsa al 1r Festival Internacional de Curtmetratges de Seül.
Va fer el seu debut al llargmetratge amb Three friends (1996), que explorava la masculinitat coreana i la marginació a través de la vida de tres joves que tenen dificultats per adaptar-se al sistema social. Va guanyar el Premi NETPAC al 6è Festival Internacional de Cinema de Busan. El seu segon llargmetratge va ser Waikiki Brothers el 2001, un drama agredolç sobre una banda de discoteca en dificultats que vaga d'un poble petit a un altre per fer un concert. IVa ser la pel·lícula d'obertura del 2n Festival Internacional de Cinema de Jeonju. Malgrat les baixes vendes d'entrades, Waikiki Brothers va obtenir l'aclamació de la crítica, amb el crític de cinema Shim Young-seop elogiant l'ús de Yim de long takes com a manifestació del profund amor de la directora pels seus personatges. Yim va guanyar el 2001 al millor guió als Chunsa Film Art Awards i al millor director al 21è Premis de l'Associació Coreana de Crítics de Cinema, mentre que Waikiki Brothers va guanyar la millor pel·lícula a la 38a Baeksang Arts Awards el 2002. I amb el seu seguiment de culte, la pel·lícula es va adaptar més tard al musical escènic Go! Waikiki Brothers! el 2004.
El seguiment de Yim va ser el documental Keeping the Vision Alive: Women in Korean Filmmaking (2001), un homenatge a tots dos pioners com Park Nam-ok i Hwang Hye-mi, i directors contemporanis com Byun Young-joo i Jang Hee-sun. A través d'imatges i entrevistes, la càmera de Yim permet discretament a les cineastes discutir les seves experiències, lluites i supervivència a la indústria cinematogràfica coreana conservadora i sexista dominada pels homes.
El 2003, Yim va ser un dels sis cineastes que van participar en Yeoseot gae ui siseon, una omnibus finançada per la Comissió Nacional de Drets Humans de Corea (NHRCK) que tracta diferents qüestions de drets humans. El curtmetratge de Yim The Weight of Her és una versió satírica de la bellesa femenina i la imatge corporal, ja que una noia de secundària se sent pressionada per sotmetre's a una cirurgia plàstica per poder ser contractada.
Aleshores, Yim va produir A Smile, el primer llargmetratge de la directora coreana Park Kyung-hee, i més tard va fer un cameo al curtmetratge de Park Under a Big Tree. També va aparèixer al curtmetratge de Ryoo Seung-wan de 2006 Hey Man (que ataca el masclisme coreà), i va ser un dels temes del documental de Hiroko Yamazaki de 2007 Viva! Women Directors.
Set anys després de Waikiki Brothers, Yim va dirigir el seu tercer llargmetratge Uri saengae choego-ui sungan (en coreà "El millor moment de les nostres vides"). Basat en la història real de la Selecció femenina d'handbol de Corea del Sud que va guanyar la medalla de plata als Jocs Olímpics d'Atenes 2004, Yim va aconseguir un equilibri entre les convencions de gènere i el seu propi estil de arthouse combinant el dinamisme i el ritme ràpid d'una pel·lícula esportiva convencional amb els ritmes de personatges d'esportistes que pateixen discriminació i precarietat laboral en el seu camp i divorci, deutes i infertilitat a les seves vides personals. Amb més de 4 milions d'entrades venudes el 2008, el drama esportiu es va convertir en un èxit sorpresa i la pel·lícula amb més èxit comercial de Yim fins ara.
Yim va rebre el premi Park Nam-ok per l'èxit destacat (anomenat així en honor a la primera cineasta de Corea) del 10è Festival Internacional de Cinema de Dones a Seül, i va guanyar la dona cineasta de l'any als 9è premis Women in Film Korea. Uri saengae choego-ui sungan va guanyar la millor pel·lícula als 44ns Paeksang Arts Awards i als 29ns Blue Dragon Film Awards.
El 2009, Yim va tornar a col·laborar amb la NHRCK amb el seu quart llargmetratge Fly, Penguin. La pel·lícula es compon de quatre segments que aborden qüestions com l'obsessió d'una mare per l'educació en anglès del seu fill, l'ostracisme a la feina d'un empleat d'oficina perquè és vegetarià i no beu alcohol, l'allunyament d'un home de la seva família a qui manté econòmicament a l'estranger i el divorci entre una parella d'uns seixanta anys.
La seva cinquena pel·lícula So-wa hamque yeohang-ha-neun beob (2010) va ser una adaptada de la novel·la de Kim Do-yeon sobre un poeta fracassat que fa un road road per la Corea rural. amb una exnòvia recentment vídua i la vaca del seu pare que pensa vendre. Yim va dir: "Tot i que la novel·la es basa en un pelegrinatge budista, vaig pensar que es podria convertir en una història d'amor poc convencional."
L'any 2011, Yim, un activista dels drets dels animals, va produir la pel·lícula Mi-han-hae, Ko-ma-weo/Sorry, Thanks (també coneguda com Thank You and I'm Sorry), en què quatre directors van explorar la relació entre humans i les seves mascotes. Al curtmetratge de Yim Cat's Kiss, un pare està en desacord amb la seva filla a causa de la seva propensió a col·leccionar gats de carrer, fins que es troba creixent en cuidar-los.
Més tard aquell any, va dirigir una versió doblada en coreà de la pel·lícula japonesa de 2002 Oriume, que representa la lluita d'una família per fer front a un familiar gran que està afectat per la malaltia d'Alzheimer.
El 2012, Yim fou la productora executiva de la pel·lícula de debut de Lee Kwang-kuk Romance Joe, and appeared in Heo Chul's documentary Ari Ari the Korean Cinema.
El següent llargmetratge de Yim va ser Nam-jjok-eu-ro twi-eu/South Bound (també conegut com Run to the South) l'any 2013. Adaptat de la novel·la d'Okuda Hideo, el protagonista és un home amb una naturalesa franca i menyspreu pel corrent principal de la societat que decideix traslladar la seva família a una illa remota de la costa sud de Corea. Però el seu somni d'una vida feliç i sostenible lliure de l'autoritat governamental s'arruïna quan s'enfronten amb un polític poderós que té plans de convertir la seva illa en un resort de vacances.
La pel·lícula va rebre crítiques d'alguns sectors que opinaven que estava massa polititzada amb el seu to antisistema i anticapitalista, així com els seus paral·lelismes amb la Base Naval de Jeju, però Yim va dir que "va intentar oferir la història amb la màxima alegria possible" amb un enfocament lleuger malgrat els seus temes importants de llibertat individual, deure nacional i separació familiar. A més, va dir: "La nostra societat està plena d'incerteses i competència ferotge. "El Sud" aquí significa una terra ideal. Tothom somia amb un lloc ideal, però només uns pocs aconsegueixen complir el seu somni. La família a "South Bound" està disposada a fer un pas endavant i aconseguir el que volen trencant amb les normes i tradicions socials."
El 2014, Yim va dirigir Jeboja, basat en els esdeveniments de la vida real al voltant de Hwang Woo-suk, aleshores professor de biotecnologia a la Universitat Nacional de Seül que va guanyar renom internacional el 2004 després d'afirmar que havia dut a terme amb èxit experiments de clonació de cèl·lules mare embrionàries humanes. Després que un denunciant avisés anònimament un programa de periodisme d'investigació local, es va revelar que la investigació de Hwang havia estat fabricada i poc ètica, en un dels fraus científics més grans de la història recent.
En la seva versió de ficció, Yim va dir que un dels reptes era retratar el científic com a multidimensional, però que es centrava en la imatge d'una periodista que lluita amb raó per la veritat, malgrat la pressió política i la condemna pública.
Després d'una breu pausa, Yim va dirigir Little Forest, el 2018. Va ser adaptada d'una sèrie de manga homònima per Daisuke Igarashi. Es va publicar per primera vegada l'any 2002. Little Forest és la història d'una jove que torna a la casa de la seva infància, en un poble tradicional coreà, després de marxar a la gran ciutat a la recerca del que va resultar ser un somni esquivant. Quan arriba a casa, la seva mare no hi és, però el "Bosc petit" de la seva mare, les moltes maneres en què una mare soltera va fer amb èxit una llar per al seu fill molt estimat, es desplega amb una llarga successió de detalls dibuixats amb amor que inclouen sobretot preparació de menjar. Els moments que es desenvolupen es comparteixen lleugerament però amb amor amb dos amics de la infància, un dels quals també va abandonar el seu somni esquivant d'èxit a la gran ciutat (Seül) i l'altre que encara persegueix l'equivalent d'aquell somni a una ciutat petita, sense sortir mai de casa.
En una entrevista a View of Korean Cinema, Yim va dir que volia fer Little Forest perquè es desviava del cinema coreà convencional que estava saturat de pel·lícules molt violentes i de gran pressupost. Ella va dir: "Volia fer una petita pel·lícula, una pel·lícula que pugui curar i calmar la jove generació de Corea, que actualment està passant per moments difícils.

## Estil i temes
Yim Soon-rye és més coneguda per fer pel·lícules que se centren en la societat sud-coreana. Sobretot, l'apoderament de les dones i les dones al cinema. Yim, que també és activista pels drets dels animals, ha treballat en pel·lícules que se centren en les relacions humanes amb els animals. Yim crea pel·lícules que tenen històries i narracions personals que es desvien dels grans èxits de taquilla de la indústria cinematogràfica coreana. Solen ser alegres i commovedores. Yim tendeix a fer pel·lícules de ritme més lent. Utilitza llargues preses de diàlegs, moviments de càmera lent, talls lents i plans de primer pla mitjà.

## Vida personal
Yim viu en un petit poble anomenat Yangpyeong; a una hora amb cotxe del centre de Seül. Hi viu des de l'any 2005. Té un gos i volia donar-li un espai més gran per córrer. Yim.

## Filmografia
- Promenade in the Rain (curtmetratge, 1994) – també guionista, productora
- Three Friends (1996) – també guionista, productora
- Waikiki Brothers (2001) – també guionista
- Keeping the Vision Alive: Women in Korean Filmmaking (documental, 2001)
- "The Weight of Her" (curtmetratge Yeoseot gae ui siseon, 2003) – també guionista
- Uri saengae choego-ui sungan (2008) – també editor de script
- Nalara penggwin (2009) – també guionista
- So-wa hamque yeohang-ha-neun beob (2010) – també guionista
- "Cat's Kiss" (curtmetratge a Sorry, Thanks) – també guionista
- Nam-jjok-eu-ro twi-eu (2013)
- Jeboja (2014)
- Little Forest (2018)[36]
- Gyoseob (2023)[37]
- Lee Jung-seob (en producció)[38]

Altres treballs
- Saesang bakkeuro (1993) – ajudant de direcció
- A Smile (2003) – productora
- "Under a Big Tree" (curtmetratge a Twentidentity, 2004) – cameo
- Hey Man (curtmetratge a If You Were Me 2, 2006) – cameo
- Viva! Women Directors (documental, 2007) – ella mateixa
- Sorry, Thanks (2011) – productora
- Oriume (2011) – director de la versió doblada al coreà
- Romance Joe (2012) – productor executiu
- Ari Ari the Korean Cinema (documental, 2012) – com ella mateixa
- One Way Trip (2015) – productor executiu

## Premis
| Any                          | Premi                                                    | Categoria                                                   | Receptor                     | Resultat  | Ref.   |
| ---------------------------- | -------------------------------------------------------- | ----------------------------------------------------------- | ---------------------------- | --------- | ------ |
| 2001                         | 9ns Chunsa Film Art Awards                               | Millor guió                                                 | Waikiki Brothers             | Guanyador |        |
| 2001                         | 21st Premis de l'Associació Coreana de Crítics de Cinema | Millor director                                             | Waikiki Brothers             | Guanyador |        |
|                              | 44ns Baeksang Arts Awards                                | Millor pel·lícula                                           | Uri saengae choego-ui sungan | Guanyador |        |
| Millor director (pel·lícula) | 44ns Baeksang Arts Awards                                | Nominat                                                     | Uri saengae choego-ui sungan |           |        |
|                              | 29ns Blue Dragon Film Awards                             | Millor pel·lícula                                           | Uri saengae choego-ui sungan | Guanyador |        |
| Millor director              | 29ns Blue Dragon Film Awards                             | Nominat                                                     | Uri saengae choego-ui sungan |           |        |
| 2008                         | 17ns Buil Film Awards                                    | Best Supporting Actress                                     | Uri saengae choego-ui sungan | Nominat   |        |
| 2008                         | 17ns Buil Film Awards                                    | Buil Readers' Jury Award                                    | Uri saengae choego-ui sungan | Nominat   |        |
|                              | 9th Busan Film Critics Awards                            | Premi especial del jurat                                    | Uri saengae choego-ui sungan | Guanyador |        |
| 2008                         | Festival Internacional de Cinema de Dones de Seül        | Premi Park Namok                                            | Uri saengae choego-ui sungan | Guanyador |        |
| 2008                         | Festival Women in Film Korea                             | Woman in Film of the Year                                   | Uri saengae choego-ui sungan | Guanyador |        |
| 2008                         | Festival Women in Film Korea                             | PR and Marketing Award                                      | Uri saengae choego-ui sungan | Guanyador |        |
| 2008                         | 10ns Festival Internacional de Cinema de Dones de Seül   | Premi Park Nam-ok                                           | Yim Son-rye                  | Guanyador |        |
| 2008                         | Korea Green Foundation                                   | 100 People Who Light Up the World                           | Yim Son-rye                  | Guanyador | [ 39 ] |
| 2009                         | 18ns Buil Film Awards:                                   | Yu Hyun-mok Film Arts Award                                 | Yim Son-rye                  | Guanyador |        |
| 2018                         | 38th Korean Association of Film Critics Awards           | Top 11 Films                                                | Little Forest                | Guanyador | [ 40 ] |
|                              | 39ns Blue Dragon Film Awards                             | Millor pel·lícula                                           | Little Forest                | Nominat   | [ 41 ] |
| Millor director              | 39ns Blue Dragon Film Awards                             | Nominat                                                     | Little Forest                |           | [ 41 ] |
| Millor director              |                                                          | 5ns Premis de l'Associació de Productors de Cinema de Corea | Little Forest                | Guanyador | [ 42 ] |
| Millor director              | 24ns Chunsa Film Art Awards                              | Nominat                                                     | Little Forest                |           |        |
| Millor director              | 2023                                                     | Buil Film Awards                                            | Gyoseob                      | Nominat   | [ 43 ] |